# Composição étnica da Argentina
A atual composição étnica da Argentina é, em ordem cronológica, o resultado da interação da população indígena-nativa precolombina com uma população de colonizadores europeus ibérios e com outra de origem africana-subsaariano, imigrada forçadamente e escravizada (que deu origem à população afroargentina), durante época colonial e o primeiro século posterior ao processo de independência, iniciado em 1810.
A esta população, que formava a totalidade da população argentina até aproximadamente 1860, se somou o fluxo proveniente da grande onda de imigração europeia e asiática, majoritariamente italiana e espanhola. Esta onda imigratória sucedeu-se na segunda metade do século XIX e na primeira metade do século XX, ainda que a imigração mais importante, quantitativamente falando, ocorreu entre 1880 e 1930.
Desde meados do século XX, a composição étnica esteve influída pelas grandes migrações internas do campo à cidade, e do norte e o litoral para as grandes cidades do país. Finalmente, o território argentino sempre recebeu uma considerável corrente migratória procedente de outros países sul americanos, destacando principalmente as comunidades procedentes do Paraguai e da Bolívia; e, em menor medida, as de Chile, Uruguai, Peru, Colômbia e Venezuela.
Como resultado da continuidade dos povos originários e os fluxos imigratórios, a população argentina conta com consideráveis comunidades étnicas; entre elas as qom, wichi, aimara, coya, mapuche, napolitana, calabresa, lombardesa, basca, catalã, galega, castelhana, andaluza, francesa, alemã, árabe, ucraniana, croata, polaca, judia, armênia, chilena, uruguaia, inglesa, peruana, japonesa, chinesa, coreana e sul-africana, entre outras.
Tal qual Estados Unidos, Canadá, Austrália, Nova Zelândia, Brasil ou Uruguai, Argentina se considera como um "país de imigração" pelo forte impacto que as correntes migratórias têm tido na composição étnica da população.  enquanto o historiador argentino Jose Luís Romero define a Argentina como um "país aluvial".
A miscigenação tem desempenhado um papel na composição étnica da população argentina. As correntes imigratórias durante a época colonial e depois na época da grande imigração ultramarina (1850-1930) estiveram integradas maioritariamente por homens sozinhos que em vários casos se misturaram na Argentina com mulheres indígenas ou de origem africana, ou seus descendentes.
Diversos estudos genéticos concordam em termos gerais que a proporção do componente genético ameríndio é considerável, bem como o indício de contribuição africano, tendo um grosso contingente populacional cuja genética corresponde com a mistura latino-americana em graus variáveis.
No século XIX, a Argentina estabeleceu uma política estatal de "integração", orientada intencionalmente a diluir as identidades étnicas particulares. Este fato foi denominado com o termo "crisol de raças" (melting pot ou caldeirão de raças) e foi sido sustentado de modo mais ou menos variável pelos governos sucessivos, as instituições educativas e os meios de comunicação mais influentes. Diversos estudiosos têm questionado a visão tradicional do crisol de raças, considerando-a um mito e trazendo à tona a existência de uma grande distância étnica e social entre descendentes de europeus e não europeus, citando a existência de mecanismos de racismo e discriminação étnica, invisibilidade social e assimilação forçada, presentes na sociedade argentina.

## Discriminação étnica em Argentina
Na Argentina existem condutas de discriminação pelas características étnicas ou pela origem nacional das pessoas e difundiram-se termos e condutas para discriminar certos grupos de população.
O antisemitismo na Argentina teve graves manifestações, como a ordem secreta do chanceler argentino em 1938 de impedir a entrada de judeus no território nacional e os atentados terroristas contra instituições judias em 1992 e 1994.
Também se desenvolveram termos e atitudes de tipo racista e xenofóbicos, utilizados com frequência a partir da metade da década do 2000 para se dirigir a imigrantes da Bolívia, Paraguai e Peru. Os simpatizantes de alguns clubes de futebol populares do país cantam em massa canções destinadas a desprezar os torcedores de seus rivais utilizando termos xenófobos ou racistas.
Em 1995, criou-se em Argentina o Instituto Nacional contra a Discriminação (INADI) através da Lei 24515 para combater a discriminação e o racismo.